# 천영기
천영기(千榮基, 1962년 3월 25일~)은 대한민국의 정치인이다. 제10대 경상남도 통영시장(민선 8기)이다.

## 학력
- 두룡초등학교
- 통영중학교
- 창신공업고등학교
- 부경대학교 공과대학 건축공학 학사
- 서울시립대학교 도시과학대학원 건축공학 석사

## 경력
- 한미종합건설 대표이사
- 2010.7~2014.4 제6대 통영시의회 의원
- 2012.11~2014.4 통영시 도시계획위원회 심의위원
- 2013.4~2014.3 2013학년도 통영교육지원청 학교운영위원장 협의회 회장
- 2014.7~2018.3 제10대 경상남도의회 의원
- 2014.7~2016.6 제10대 경상남도의회 전반기 건설소방위원회 위원
- 2014.7~2016.6 제10대 경상남도의회 전반기 의회운영위원회 부위원장
- 2014.11~2014.12 경상남도교육청 예산결산특별위원회 위원장
- 2017.3~2019.2 부경대학교 겸임교수
- 2017.4~2021.3 통영초등학교 학교운영위원회 위원
- 2016.7~2018.3 제10대 경상남도의회 후반기 의회운영위원회 위원장
- 2020.7~ 국민의힘 경남도당 대변인
- 2022.7~ 제10대 경상남도 통영시장

## 수상
- 2012 대통령 표창
- 2015 제2회 우수의정 대상
- 2015 경상남도의회 자랑스런 도의원
- 2016 제3회 대한민국 위민의정 대상 우수상

## 역대 선거 결과
|  | 8.73% |

|  | 28.37% |

|  | 53.60% |

|  | 38.93% |